# Mieczysław Augustyniak
Mieczysław Sylwester Augustyniak, ps. „August Czarnecki” (ur. 31 grudnia 1895 w Poturzynie, zm. po 1945) – polski osadnik na Kresach i samorządowiec, poseł na Sejm IV i V kadencji (1935–1939), podporucznik rezerwy żandarmerii Wojska Polskiego.

## Życiorys
Mieczysław Sylwester Augustyniak urodził się w Poturzynie, w powiecie tomaszowskim ówczesnej guberni lubelskiej, w rodzinie Franciszka i Kazimiery z Sosnowskich. W młodości kształcił się w Progimnazjum Wyrzykowskiego w Warszawie oraz gimnazjum w Płocku, odbywał praktyki w zakładach mechanicznych Konarzewskiego w stolicy. 
W 1914 ukończył wojskowy kurs instruktorski Polskich Drużyn Strzeleckich w Nowym Sączu. 6 sierpnia 1914 wymaszerował z Oleandrów w szeregach II plutonu Pierwszej Kompanii Kadrowej. Następnie w 1 Pułku Ułanów Legionów Polskich. Po kryzysie przysięgowym został internowany w Szczypiornie i Łomży. W 1918, po zwolnieniu z internowania, wstąpił do Polskiej Organizacji Wojskowej. W latach 1918–1921 służył w Wojsku Polskim, awansując na chorążego w żandarmerii.
Po demobilizacji osiadł w Łyszczycach na Polesiu jako osadnik wojskowy. Działał społecznie w powiecie brzeskim, m.in. jako prezes Towarzystwa Domu Ludowego. Od 1929 do 1937 pełnił obowiązki wójta gminy Motykały. Pracował też jako instruktor Przysposobienia Wojskowego i Wychowania Fizycznego. 
9 lipca 1928 awansował na podporucznika ze starszeństwem z dniem 1 lipca 1925 i 57. lokatą w korpusie oficerów rezerwy żandarmerii. 29 stycznia 1932 awansował na porucznika ze starszeństwem z dniem 2 stycznia 1932 i 15. lokatą w korpusie oficerów rezerwy żandarmerii. W 1934 pozostawał w ewidencji Powiatowej Komendy Uzupełnień w Brześciu nad Bugiem z przydziałem mobilizacyjnym do 9 dywizjonu żandarmerii w Brześciu nad Bugiem. W 1936 zasiadał w zarządzie okręgu Brześć nad Bugiem Związku Legionistów Polskich.
W 1935 został wybrany do Sejmu IV kadencji z ramienia BBWR w okręgu Brześć nad Bugiem. Trzy lata później uzyskał reelekcję z okręgu Pińsk z ramienia OZN.

## Ordery i odznaczenia
- Krzyż Niepodległości (24 maja 1932)[5]
- Krzyż Oficerski Orderu Odrodzenia Polski (11 listopada 1937)[6]
- Krzyż Walecznych (1922)
- Złoty Krzyż Zasługi (1938)[7]
- Srebrny Krzyż Zasługi (10 listopada 1933)[8]
- Odznaka Pamiątkowa „Pierwszej Kadrowej”[9]